# Liste der Wappen im Landkreis Bad Tölz-Wolfratshausen
Die Liste der Wappen im Landkreis Bad Tölz-Wolfratshausen zeigt die Wappen der Gemeinden im bayerischen Landkreis Bad Tölz-Wolfratshausen.

## Landkreis Bad Tölz-Wolfratshausen

Landkreis Bad Tölz-Wolfratshausen Unter blauem Schildhaupt, darin ein schreitender, rot bezungter und rot bewehrter goldener Löwe, gespalten; vorne die bayerischen Rauten, hinten in Rot zwei schräggekreuzte, mit den Krümmen zugewendete silberne Abtsstäbe.
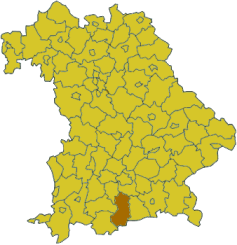
Lage des Landkreises Bad Tölz-Wolfratshausen in Bayern
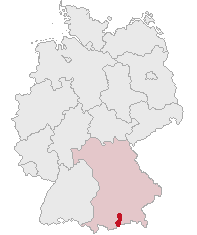
Lage des Landkreises Bad Tölz-Wolfratshausen in Deutschland
Landkreis Bad Tölz (–1972) Gespalten; vorne die bayerischen Rauten, hinten in Rot zwei schräg gekreuzte, mit den Krümmen zugewendete silberne Abtstäbe.
Landkreis Wolfratshausen (–1972) Geteilt; oben in Blau ein schreitender, rot gezungter goldener Löwe, unten die bayerischen Rauten.

## Wappen der Städte und Gemeinden

Gemeinde Bad Heilbrunn Über einem Schildfuß mit den bayerischen Rauten in Rot eine aus silbernem Becken aufsteigende silberne Fontäne.
Stadt Bad Tölz In Schwarz ein halber, rot bewehrter goldener Löwe.
Gemeinde Benediktbeuern In Rot zwei schräg gekreuzte goldene Abtstäbe, aufgelegt eine senkrecht gestellte silberne Kielfeder.
Gemeinde Bichl Geteilt von Blau und Silber; oben drei zwei zu eins gestellte goldene Laubkronen, unten auf grünem Bichl (Hügel) ein grüner Laubbaum.
Gemeinde Dietramszell In Blau ein erhöhter silberner Wellenbalken, überdeckt von einem geöffneten silbernen Zelt mit goldenem Knopf auf der Kuppe, in der M-förmigen roten Öffnung ein sechsstrahliger goldener Stern.
Gemeinde Egling Unter grünem Schildhaupt, darin eine goldene Krone, dreimal wellenförmig gespalten von Silber und Blau.
Gemeinde Eurasburg In Silber unter rotem Schildhaupt über einer gekürzten, eingeschweiften blauen Spitze, darin eine silberne heraldische Lilie, zwei voneinander abgekehrte rote Widderhörner.
Gemeinde Gaißach In Grün ein schräglinker silberner Wellenbalken, darauf quer gelegt ein goldenes Flammenschwert.
Stadt Geretsried In Silber ein blauer Schrägwellenbalken; oben ein blaues Zahnrad, unten eine grüne Tanne.
Gemeinde Greiling Geteilt von Blau und Silber; oben ein goldener Apfel auf einem goldenen Buch, unten ein grünes Seerosenblatt.
Gemeinde Icking Geteilt; oben gespalten von Grün und Silber, vorne ein silbernes Tatzenkreuz, hinten ein rot gezungter, wachsender schwarzer Hundekopf; unten in Silber ein grüner Dreiberg, der mit einem silbernen Wellenbalken belegt ist.
Gemeinde Jachenau Geteilt von Gold und Blau; oben aus der Teilungslinie wachsend ein schwarzer Gamsbock.
Gemeinde Kochel a.See Gespalten; vorne in Blau drei silberne Bergspitzen ("Köcheln"), hinten dreimal gespalten von Gold und Rot mit silbernem linken Ort.
Gemeinde Königsdorf Geteilt von Blau und Silber; oben eine goldene Laubkrone, unten ein von Schwarz und Rot geteilter Schräglinksbalken.
Gemeinde Lenggries In Grün ein springender, golden bewehrter silberner Hirsch mit goldenem Geweih.
Gemeinde Münsing Über silbernen Wellen von Rot und Blau geteilt, darauf nebeneinander eine goldene heraldische Lilie und schräg gekreuzt ein goldener Schlüssel und ein goldenes Schwert.
Gemeinde Reichersbeuern Geteilt; oben in Gold ein roter wachsender Panter, unten in Blau auf grünem Boden ein silbernes Haus mit goldenem Dach.
Gemeinde Sachsenkam In Rot eine silberne Hirschstange.
Gemeinde Schlehdorf In Silber eine eingeschweifte blaue Spitze, darin eine silberne Schlehenblüte, vorne ein blaues Beil, hinten ein durchgehendes rotes Kreuz.
Gemeinde Wackersberg Über blauem Wellenschildfuß, darin ein silberner Fisch, in Silber ein grüner Schützenhut mit schwarzem Rand und schwarzer Feder, geschmückt mit einem Strauß roter Blumen.
Stadt Wolfratshausen In Silber ein rot bewehrter schwarzer Wolf.

## Ehemalige Gemeinden mit eigenem Wappen

Gemeinde Dorfen
Gemeinde Kirchbichl
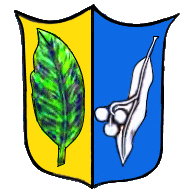
Gemeinde Oberbuchen
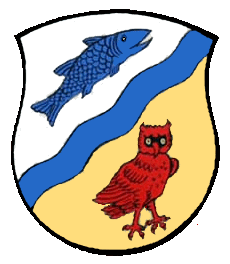
Gemeinde Oberfischbach
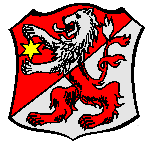
Gemeinde Schönrain
Gemeinde Unterfischbach